# 36 (tal)
36 er et lige heltal og det naturlige tal, som kommer efter 35 og efterfølges af 37.

## Matematik
- Et kvadrattal (6*6)
- Et trekanttal (1+2+3+4+5+6+7+8)
- Et harshad-tal

## Andet
- 36 er atomnummeret på grundstoffet Krypton.
- 36 er den Internationale telefonkode for Ungarn.
- 36 Timer (engelsk: 36 Hours) er en amerikansk gyser fra 1965.
- Rum 36 (engelsk: Room 36) er en engelsk gyser fra 2002.
- Der er 36 tal at vælge imellem når man spiller lørdagslotto.
- I spillet roulette er der 36 tal, man kan vælge imellem.

- Wikimedia Commons har flere filer relateret til 36 (tal)

| Matematik | Spire Denne artikel om matematik er en spire som bør udbygges. Du er velkommen til at hjælpe Wikipedia ved at udvide den. |